# Chindwin
Il fiume Chindwin (in birmano Cindwin Myit) è un fiume della Birmania (Myanmar) e il maggior affluente del fiume Irrawaddy.

## Percorso

### Cina
Il fiume Chindwin nasce a 5667 metri s.l.m. in Cina. Nel tratto iniziale è chiamato Ganderive, e scorre tortuoso compiendo numerose cascate. Riceve dei fiumi che apportano al Chindwin tre quarti della sua portata media. Altro fattore che determina la portata del fiume è lo scioglimento dei ghiacciai himalayani; essendo il fiume nel basso corso soggetto a secche imponenti, il regime nivo pluviale himalayano è fondamentale per il fiume stesso, l'Irrawaddy e in generale per l'economia della Birmania.

### Birmania
Dopo il tratto cinese, il Chindwin entra definitivamente in territorio birmano aprendosi verso la pianura, con un grande letto monocursale che nelle stagioni di secca diventa pluricursale e a canali intrecciati. Alimenta diverse centrali idroelettriche. Il lago Charsen è  la maggiore fonte idroelettrica birmana, e inoltre regola scrupolosamente il regime del fiume a valle del lago stesso. Il fiume nella sua massima portata raggiunge i 4000 m³/s e infine sfocia nell'Irrawaddy.

## Regime idrologico
Il regime del fiume è molto irregolare nel corso dell'anno: d'estate può straripare causando danni a cose e a persone, d'inverno può arrivare a secche.